# Physalacria corticola
Physalacria corticola är en svampart som beskrevs av Corner 1950. Physalacria corticola ingår i släktet Physalacria och familjen Physalacriaceae.   Inga underarter finns listade i Catalogue of Life.